# Dolly Mollinger
Dolly Mollinger, née  le 6 novembre 1911 et morte le 7 septembre 2004, est une actrice néerlandaise qui fut une star dans les années 1930.

## Biographie
Elle fit ses débuts au cinéma dans De kribbebijter en 1935, alors qu'elle était secrétaire chez Universal et n'avait aucune expérience en tant qu'actrice. Pour ce rôle, elle avait été préférée à Lily Bouwmeester et Mary Dresselhuys, actrices pourtant très connues à l'époque.
Après quelques rôles secondaires, elle décrocha le rôle principal dans L'Homme sans cœur, puis partit à l'étranger. Elle tourna dans des films anglais (Vessel of Wrath) et français (Place de la Concorde et Altitude 3.200), déménagea aux États-Unis, mais, n'ayant pas trouvé le succès, elle devint enseignante.

## Filmographie
- 1938 : Vessel of Wrath d'Erich Pommer
- 1939 : Place de la Concorde de Carl Lamac : Rosy Farkas
- 1938 : Altitude 3.200 de Jean Benoit-Lévy et Marie Epstein : Maria
- 1938 : Vessel of Wrath de Erich Pommer : Lia
- 1937 : De man zonder hart de Léo Joannon : Sylvette
- 1935 : De kribbebijter de Henry Koster et Ernst Winar